# ETV

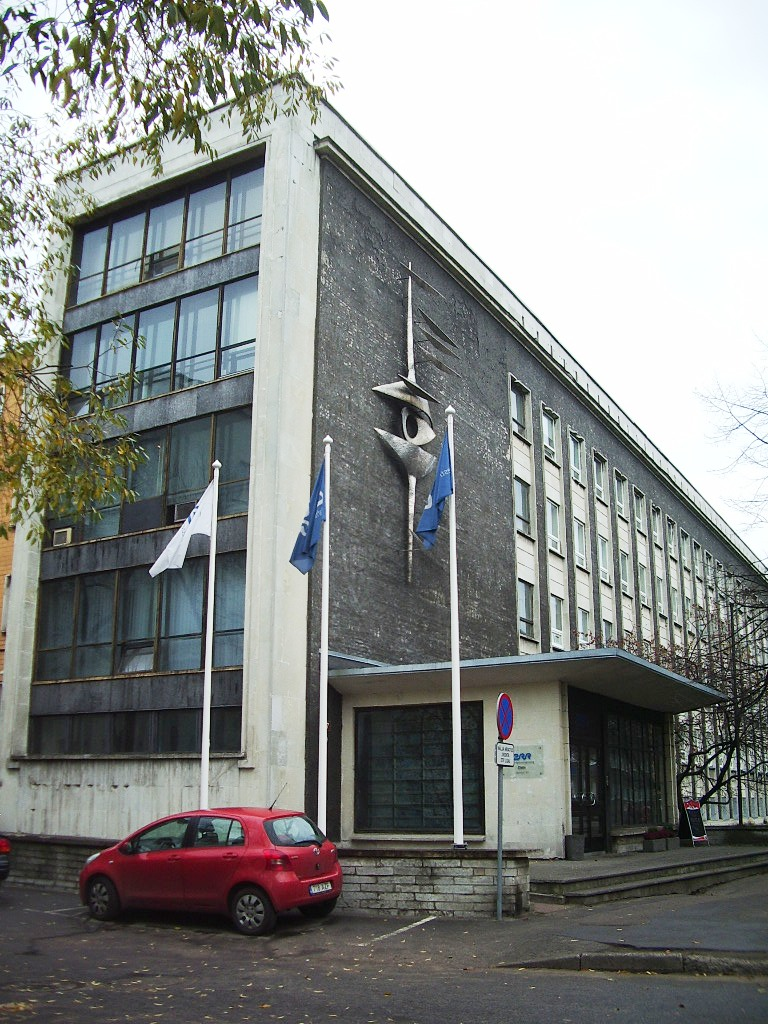
Здание ЭТВ в Таллинне, улица Гонсиори 27

Эстонское телевидение или ЭТВ (эст. Eesti Televisioon, ETV) — эстонский общественный телевизионный канал, в 1990—2007 годах также эстонская государственная телеорганизация.

## История
19 июля 1955 года Радиоуправление ЭССР запустило телеканал «ETV». В первое время канал транслировал только выпуски новостей «Актуальная камера» («Aktuaalne kaamera»). В 1955—1965 годах ЭТВ носило название «Таллинская студия телевидения» (эст. Tallinna Televisioonistuudio) под руководством Владимира Иванова.
В 1957 году Радиоуправление ЭССР было реорганизовано в Государственный комитет ЭССР по телевидению и радиовещанию (Гостелерадио ЭССР).
В 1970—1980-е годы в эфире канала появились фильмы, детские, музыкальные, спортивные и тематические передачи.
В 1972 году режиссёр Эстонского телевидения Мати Тальвик и оператор Марк Сохар пригласили Высоцкого в Таллин на съёмки телевизионной передачи о нём. Несмотря на то, что руководство студии потребовало от режиссёра не упоминать в названии программы имя Высоцкого и вырезать исполнявшуюся там песню «Я не люблю», передача всё же вышла в эфир во второй половине 1972 года.
Телезрителям бывшего СССР хорошо известна популярная передача Эстонского телевидения «Телевизионное знакомство» (эст. Teletutvus), транслировавшаяся во времена Перестройки также по всесоюзным программам. В 1988 году автор и ведущий Урмас Отт получил за эту передачу премию Союза журналистов СССР.
В 1990 году Гостелерадио ЭССР было разделено на Эстонское радио и Эстонское телевидение. 1 октября 1993 года лишилась монополии на телевидение (до этого делила её только с Гостелерадио СССР) — был запущен первый в стране коммерческий телеканал «Канал 2». В том же году канал ETV вошёл в Европейский вещательный союз.
1 июня 2007 года в соответствии с Законом Эстонской Республики об общественно-правовом телерадиовещании, принятым парламентом Эстонии 18 января 2007 года, Эстонское телевидения и Эстонского радио были объединены в Эстонскую общественную телерадиовещательную корпорацию (эст. Eesti Rahvusringhääling).
В 2009 году программа «Актуальная камера» на русском языке была перенесена с 'ETV на созданный 8 августа 2008 года канал ETV2.
В 2011 году телеканал 'ETV перешёл на формат вещания 16:9.

## Зона вещания
- Зона вещания аналогового телевидения — Карта с сайта ЭТВ
- Зона вещания цифрового телевидения — Карта с сайта ЭТВ

Программы ЭТВ доступны 99,96 % жителей Эстонии как по эфиру, так и через спутниковые и кабельные сети. Стандарт вещания — B,G/PAL, NICAM STEREO

## Логотип
В логотипе слева от названия канала ETV, оформленного строчными буквами, находятся интерактивные часы, показывающие таллинское время, официально привязанное к восточноевропейскому. В статичном варианте, ранее использовавшемся в эфире, «время» на стилизованных часах логотипа отмечено как 10 часов 05 минут.